# Karl Mitterdorfer
Karl Mitterdorfer (ur. 28 stycznia 1920 w Gries-San Quirino, obecnie w granicach Bolzano, zm. 27 stycznia 2017 w Bolzano) – włoski polityk, politolog i menedżer narodowości niemieckiej, wieloletni deputowany krajowy i europejski.

## Życiorys
Ukończył szkołę techniczną w Bolzano, podczas nauki należał do zlikwidowanej organizacji młodzieży niemieckojęzycznej. Od 1938 pracował w kasie oszczędnościowej w Bolzano. W 1939 w ramach porozumienia niemiecko-włoskiego umożliwiono mu służbę w armii III Rzeszy. W 1940 został żołnierzem Luftwaffe, stacjonował w Jüterbog. Po wojnie podjął studia politologiczne na Uniwersytecie w Innsbrucku, uzyskał doktorat. W 1953 powrócił do pracy w kasie oszczędnościowej w Bolzano, dochodząc w niej do kierowniczych stanowisk. Działał w lokalnym klubie strzeleckim, został też założycielem południowotyrolskiego instytutu kulturalnego.
Zaangażował się w działalność polityczną w ramach Południowotyrolskiej Partii Ludowej. Od 1958 do 1976 zasiadał w Izbie Deputowanych III, IV, V i VI kadencji, a następnie do 1987 w Senacie VII, VIII i IX kadencji. Od 1969 do 1976 oddelegowany także do Parlamentu Europejskiego, a od 1984 do 1987 do Zgromadzenia Parlamentarnego Rady Europy. W latach 1977–1981 i 1990–1994 przewodniczył Federalnej Unii Europejskich Narodowości, organizacji grupującej stowarzyszenia mniejszości narodowych w Europie.

## Odznaczenia i wyróżnienia
Za działalność podczas II wojny światowej wyróżniony Krzyżem Żelaznym II klasy. W 1980 został senatorem honorowym Uniwersytetu w Innsbrucku.